# Tế Hà
Tế Hà (chữ Hán giản thể: 细河区, âm Hán Việt: Tế Hà khu) là một quận của địa cấp thị Phụ Tân, tỉnh Liêu Ninh, Cộng hòa Nhân dân Trung Hoa. Quận Tế Hà có diện tích 126 km², dân số 160.000 người. Mã số bưu chính của Tế Hà là 123000, chính quyền quận đóng ở số 25, đường Trung Hoa. Quận Tế Hà được chia thành 6 nhai đạo biện sự xứ, 1 trấn. Các đơn vị này lại được chia ra thành 33 uỷ ban xã khu cư, 14 ủy ban thôn.
- Nhai đạo biện sự xứ: Tây Uyển, Bắc Uyển, Đông Uyển, Học Uyển, Hoa Đông, Trung Uyển.
- Trấn: Tứ Hợp.